# Rocky Balboa (film)
Rocky Balboa je americký sportovní film z roku 2006, šesté a zatím poslední pokračování filmové série Rocky, navazující na snímky Rocky, II, III, IV, V. Scénář napsal a film režíroval představitel Rockyho Balboa Sylvester Stallone.
Příběh se odehrává o 20 let později od posledního dílu. Adriana je po smrti, Robert Balboa jr. vyrost a pracuje a Rocky tráví večery ve své restauraci. To vše do dne, kdy ve zprávách zahlídne počítačovou simulaci zápasu mezi ním v nejlepších letech a současným mistrem těžké váhy.

## Příběh
Rocky Balboa žije životem vdovce již přes 3 roky. Jeho syn Robert má dost práce se sebou a tak se Rocky stará o svou restauraci Adriana, kde po večerech vypráví hostům historky z ringů. Každý rok s Pauliem navštěvují místa, ve kterých něco zažili s Adrianou. Rocky na to rád vzpomíná, Paulie ne.
Jednoho dne zhlédne počítačovou simulaci zápasu mezi ním v nejlepší formě a úřadujícím šampiónem těžké váhy, Masonem Dixnem. Podle simulace by Italský hřebec nad současným mistrem vyhrál. Rocky nesledoval zápas sám a lidé se začínají ozývat, že Mason Dixon by Rockyho nikdy neporazil a někteří dokonce tvrdí, že by to nezvládl ani proti současnému Balboovi.
Mason Dixon o tom nechce ani slyšet. Rockyho považuje za svůj vzor boxera a ví, že 20 let je v kariéře více než únosné. Rocky sám přesto zažádá o boxerskou licenci, kterou mu komise nejprve nechce vydat, ale nakonec souhlasí. Je dojednán zápas, který se má nést v duchu exhibice. Rocky sám neví, jak to může dopadnout, protože věk dělá své.
Přesto se ještě jednou pouští do tréninku. Se svým trenérem se shodnou, že nemá smysl si, v jeho věku, hrát na rychlost, práci nohou apod. a dohodnou se na strategii klasického silového boxu. Mezitím se také zlepšuje i vztah Rockyho s jeho synem, který otce podporuje.
Během jednoho večera potkává Rocky v baru číšnici, ve které poznává Mariane. Mladou dívku ze sousedství, kterou kdysi zahnal domů, aby se netahala s pouličními existencemi. Rozhodne se jí doprovodit domů a Mariane ho následně podporuje v přípravách na zápas.
Mason Dixon ještě před zápasem říká Rockymu, že to bere jako exhibici a nechce mu nic udělat, ale pokud Rocky udělá něco jemu, opře se do toho naplno. Dixon sice zápasit nechce, ale nebaví jej ani neustále snášet kritiku, že bojuje pouze proti slabým soupeřům a boxera 80. let by nikdy neporazil.
Když zápas začne, Dixon několikrát Rockyho uzemní tak, že sám navrhuje přerušení zápasu. V druhém kole se ale nečekaně Rockymu daří udeřit Dixona a patrně mu zlomí ruku. Následně Balboa zasype Dixona údery a když končí druhé kolo, celé hlediště vytuší, že zde nemusí jít jenom o srandu, ale může se stát, že Balboa po 20 letech porazí šampióna. I členové obou týmů už tuší, že z bojovníků nebudou pouze symbolicky otírat pot, ale i krev.
Odbíhají další a další kola se střídavým výsledkem. Při desátém, posledním kole Dixon Rockymu říká „Si starej blázen“ a Balboa na to reaguje „Taky budeš“. Dixon sráží Rockyho a doufá, že už zůstane na kolenou, ale Rocky se opět zvedá a vrací údery. V závěru kola jsou oba vyčerpáni a s gongem padají do sebe. Rocky děkuje Dixonovi a ten naopak jemu za zápas.
Oficiálně je vyhlášen vítěz Mason Dixon, ale to je Rocky už u východu z arény a za silného skandování publika odchází neporažen.

## Obsazení
| Sylvester Stallone | Rocky Balboa                    |
| Geraldine Hughes   | Marine                          |
| Burt Young         | Paulie Pennino – Adrianin bratr |
| Milo Ventimiglia   | Robert Balboa jr. – Rockyho syn |
| Antonio Tarver     | Mason Dixon – Rockyho svěřenec  |

## Hudba
Hudba vychází převážně z původních dílů. Její úpravy a mix zajistil opět Bill Conti.